# 8326 Paulkling
A 8326 Paulkling (ideiglenes jelöléssel 1981 JS2) a Naprendszer kisbolygóövében található aszteroida. Carolyn Shoemaker és Eugene Merle Shoemaker fedezte fel 1981. május 6-án.